# 마누엘 프라스트
마누엘 프라스트 이 로드리게스 데 야노(스페인어: Manuel Prast y Rodríguez de Llano; 1876년 날짜 미상, 마드리드 주 마드리드 ~ 1973년 12월 1일, 마드리드 주 마드리드)는 스페인의 전 축구 선수로, 레알 마드리드에서 1904년부터 1908년까지, 1912년부터 1914년까지 활약했다. 그는 코파 델 레이에서 8골을 기록했는데, 1905년 코파 델 레이의 결승전에서 1-0 결승골을 기록해 레알 마드리드의 사상 첫 우승을 선사했다.
1906년 대회에서도 2골을 기록하여 소속 구단의 대회 2연패를 도왔다.

## 수상
레알 마드리드
- 코파 델 레이: 1905, 1906, 1907, 1908
- 중부 선수권 대회: 1904–05, 1905–06, 1906–07, 1907–08, 1912–13.